# Huaraz
Huaraz ou Huarás (quechua: Waraq o Waras «Amanecer»)?, fundada como San Sebastián de Huaraz em 20 de janeiro de 1574, é uma cidade peruana, capital da província de Huaraz e do departamento de Ânchache. Sua zona metropolitana inclui parte dos distritos de Huaraz e Independência, localizando-se ao sul do Callejón de Huaylas, a uma altitude média de 3050 metros sobre o nível do mar e uma população estimada de 145.000 habitantes em 2024, sendo a segunda cidade mais povoada do departamento, e uma das 25 cidades mais povoadas do país.
As origens da cidade remontam-se à época pré-inca, com o desenvolvimento dos primeiros assentamentos humanos ao redor do Rio Quilcay e do Rio Santa. A fundação espanhola se deu em 1574 como pelo conquistador espanhol Alonso de Santoyo e Valverde em 20 de janeiro de 1574.. Durante o processo independência do Peru, a cidade acolheu e abasteceu ao exército libertador com equipamentos e materiais militares, ganhando-se assim o título emblemático de "Muy generosa ciudad de Huaraz" dada por Simón Bolívar. Em 1970, 95% da cidade foi destruída pelo terremoto de Áncash de 1970, causa da morte de aproximadamente 20.000 huaracinos. A partir do socorro das vítimas, a cidade também recebeu o nome de Capital da Amizade Internacional. Este acontecimento natural re-configurou totalmente a distribuição socieconómica da cidade, que se conforma, na actualidade, em grande parte por famílias migrantes.
A atividade econômica de Huaraz baseia-se na mineração, na agricultura, no comércio e no turismo, sendo os dois últimos  as fontes econômicas mais importantes da cidade. Grande percentagem da infra-estrutura huaracina está dedicada a atividades turísticas, convertendo à cidade num ponto importante de base para praticantes de esportes de aventurana Cordilheira Branca e na Cordilheira Huayhuash, bem como para os percursos para os complexos arqueológicos de Chavín de Huántar, Huilcahuaín e a zona dos Conchucos.

## Toponímia
O nome Huaraz prove/provem do vocablo quechua waraq que significa "amanhecer". Os povoadores prehispánicos da zona tinham como uma de suas divindades principais Waraq Quyllur (Estrela do Amanhecer), Vênus, que é um dos astros que podem ser apreciados claramente desde a cidade.

## Símbolos
Brasão de armas

Bandeira e escudo de Huaraz, criados em 1982

O brasão de armas foi criado o 9 de março de 1982, desenhado em estilo conhecido como espanhol-francês. Está partido em dois campos em diagonal com uma bordadura no interior, onde se vêem troncos e brotes de uma planta e o nome de Huaraz. Como ornamento principal leva um capacete ou elmo olhando à direita com viseira abaixado. Sobre este, como timbre, uma ave saindo do fogo; do elmo saem à direita e esquerda rodeando o escudo, um enfeito de paquifes.

Seu desenho fundamenta-se no patrimônio natural e cultural da província e divide-se em uas partes: a parte esquerda inferior mostra a montanha nevada Vallunaraju, simbolizando a riqueza e beleza natural; a parte direita superior, uma casa sagrada de Wilcahuaín, simbolizando a riqueza cultural e histórica da província.
| Dados climáticos para {{{location}}} | Dados climáticos para {{{location}}} | Dados climáticos para {{{location}}} | Dados climáticos para {{{location}}} | Dados climáticos para {{{location}}} | Dados climáticos para {{{location}}} | Dados climáticos para {{{location}}} | Dados climáticos para {{{location}}} | Dados climáticos para {{{location}}} | Dados climáticos para {{{location}}} | Dados climáticos para {{{location}}} | Dados climáticos para {{{location}}} | Dados climáticos para {{{location}}} | Dados climáticos para {{{location}}} |
| Mês                                  | Jan                                  | Fev                                  | Mar                                  | Abr                                  | Mai                                  | Jun                                  | Jul                                  | Ago                                  | Set                                  | Out                                  | Nov                                  | Dez                                  | Ano                                  |
| ------------------------------------ | ------------------------------------ | ------------------------------------ | ------------------------------------ | ------------------------------------ | ------------------------------------ | ------------------------------------ | ------------------------------------ | ------------------------------------ | ------------------------------------ | ------------------------------------ | ------------------------------------ | ------------------------------------ | ------------------------------------ |
| Média diária °F                      | 50.9                                 | 50.9                                 | 52                                   | 54.5                                 | 56.3                                 | 59                                   | 59                                   | 63.5                                 | 61                                   | 57                                   | 52.7                                 | 50.9                                 | 55.64                                |
| Média precipitação pol.              | 4.091                                | 3.287                                | 6.835                                | 7.358                                | 1.236                                | 0.043                                | 0.272                                | 0.035                                | 0.31                                 | 4.024                                | 2.276                                | 2.445                                | 32.212                               |
| Média diária °C                      | 10.5                                 | 10.5                                 | 11                                   | 12.5                                 | 13.5                                 | 15                                   | 15                                   | 17.5                                 | 16                                   | 14                                   | 11.5                                 | 10.5                                 | 13.13                                |
| Média precipitação mm                | 103.9                                | 83.5                                 | 173.6                                | 186.9                                | 31.4                                 | 1.1                                  | 6.9                                  | 0.9                                  | 8                                    | 102.2                                | 57.8                                 | 62.1                                 | 818.3                                |
| [carece de fontes?]                  |                                      |                                      |                                      |                                      |                                      |                                      |                                      |                                      |                                      |                                      |                                      |                                      |                                      |

## Geografia

### Demografia
| '                                                                 |
|                                                                   |
| Segundo os censos demográficos do INEI e da prefeitura de Huaraz. |

### Localização
A cidade de Huaraz localiza-se na parte sudeste da Província de Huaraz, no Departamento de Áncash, no Peru, na América do Sul. A área metropolitana abrange grande parte dos distritos de Independência e Huaraz. Pertence à Região Quechua, estando a 3050 metros acima do nível do mar.
| Noroeste: Distrito de Pira   | Norte: Distrito de Jangas | Nordeste: Distrito de Tarica |
| Oeste: Distrito dA Liberdade |                           | Leste: Província de Huari    |
| Sudoeste Província de Aija   | Sur: Distrito de Olleros  | Sudeste: Província de Recuay |

### Orografia

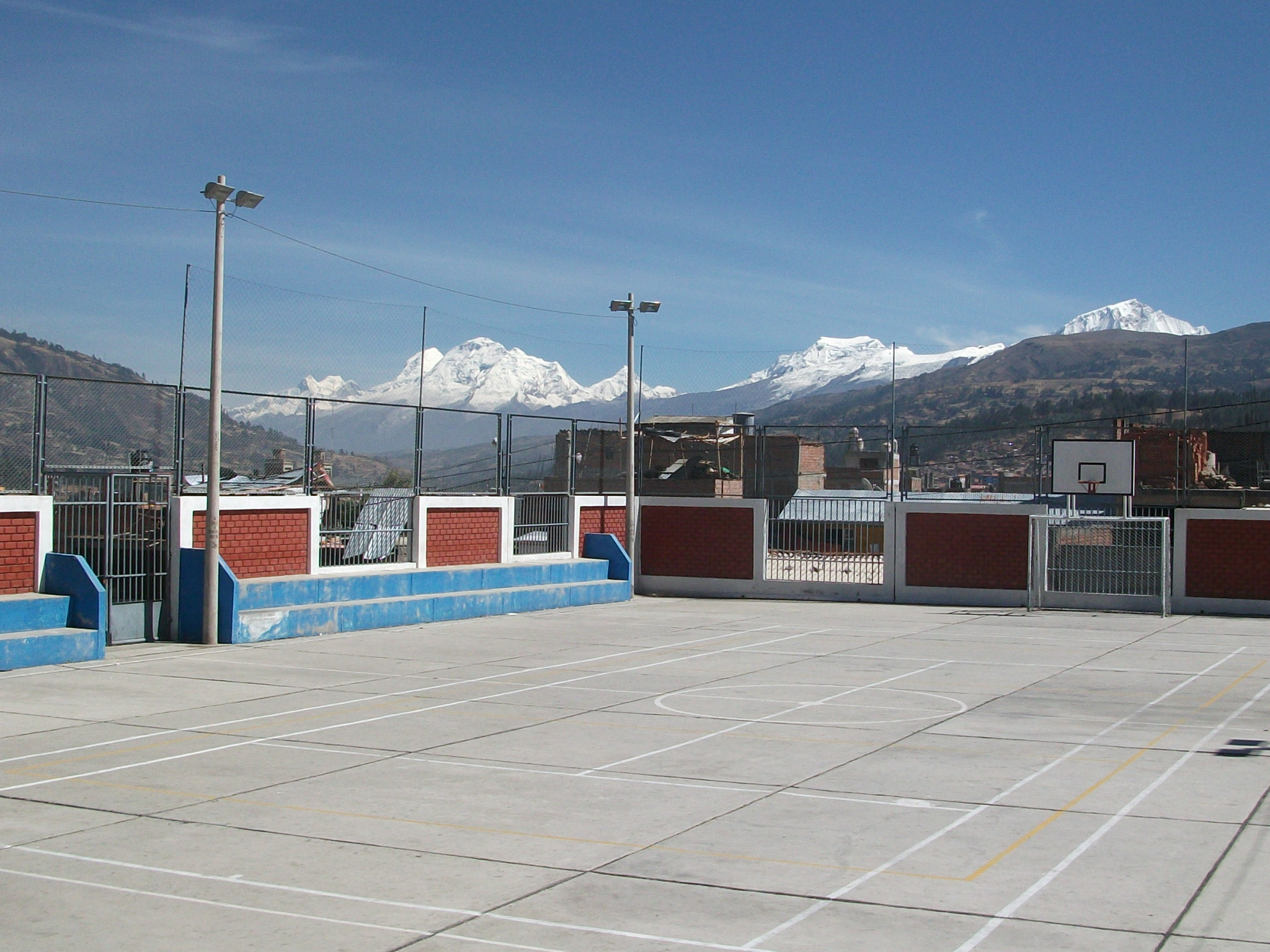
Montanhas nevadas Huandoy, Huascarán e #Copa localizados ao nordeste de Huaraz.

A área urbana de Huaraz está localizada na bacia do Rio Santa,  em um vale interandino. Geograficamente, está localizada no Callejón de Huaylas (Vale do rio Santa), limitado pelas cordilleras Branca e Negra, cujo rio principal é o Santa que a atravessa pela margem esquerda de sul a norte e o rio Quillcay que a cruza deste a oeste.
O território ao redor de Huaraz é de topografia montanhosa. A Cordilheira Branca (lado leste) apresenta um relevo mais acidentado, com acumulação de neves perpétuas nas cimeiras acima dos 5000 metros de altitude. A Cordilheira Negra, localizada a oeste é menos possui solo menos resistente, de rochas vulcânicas, e sem áreas glaciares.

### Hidrografia

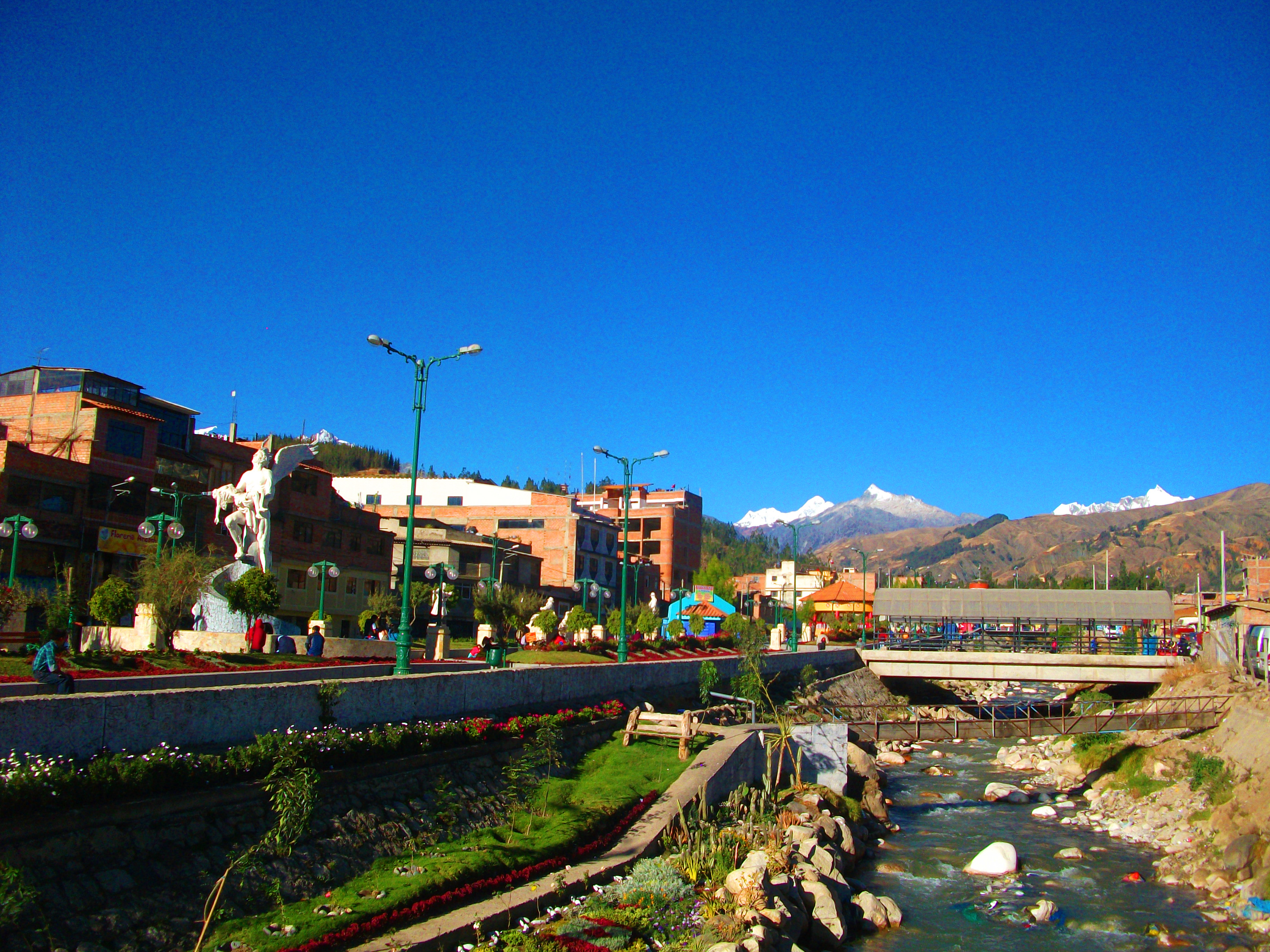
O Rio Quilcay atravessa a cidade de leste a oeste para unir com o Rio Santa

Além do sistema fluvial, há uma série de lagoas de origem glaciar que se formaram ao pé das montahas. Existem 296 lagoas das quais um grande número se localiza a mais de 4000 metros de altitude, sendo a de Ishirica a 5000 metros. A maioria delas estão localizadas no Parque Nacional de Huascarán.

### Clima
| Dados climáticos para {{{location}}} | Dados climáticos para {{{location}}} | Dados climáticos para {{{location}}} | Dados climáticos para {{{location}}} | Dados climáticos para {{{location}}} | Dados climáticos para {{{location}}} | Dados climáticos para {{{location}}} | Dados climáticos para {{{location}}} | Dados climáticos para {{{location}}} | Dados climáticos para {{{location}}} | Dados climáticos para {{{location}}} | Dados climáticos para {{{location}}} | Dados climáticos para {{{location}}} | Dados climáticos para {{{location}}} |
| Mês                                  | Jan                                  | Fev                                  | Mar                                  | Abr                                  | Mai                                  | Jun                                  | Jul                                  | Ago                                  | Set                                  | Out                                  | Nov                                  | Dez                                  | Ano                                  |
| ------------------------------------ | ------------------------------------ | ------------------------------------ | ------------------------------------ | ------------------------------------ | ------------------------------------ | ------------------------------------ | ------------------------------------ | ------------------------------------ | ------------------------------------ | ------------------------------------ | ------------------------------------ | ------------------------------------ | ------------------------------------ |
| Média diária °F                      | 50.9                                 | 50.9                                 | 52                                   | 54.5                                 | 56.3                                 | 59                                   | 59                                   | 63.5                                 | 61                                   | 57                                   | 52.7                                 | 50.9                                 | 55.64                                |
| Média precipitação pol.              | 4.091                                | 3.287                                | 6.835                                | 7.358                                | 1.236                                | 0.043                                | 0.272                                | 0.035                                | 0.31                                 | 4.024                                | 2.276                                | 2.445                                | 32.212                               |
| Média diária °C                      | 10.5                                 | 10.5                                 | 11                                   | 12.5                                 | 13.5                                 | 15                                   | 15                                   | 17.5                                 | 16                                   | 14                                   | 11.5                                 | 10.5                                 | 13.13                                |
| Média precipitação mm                | 103.9                                | 83.5                                 | 173.6                                | 186.9                                | 31.4                                 | 1.1                                  | 6.9                                  | 0.9                                  | 8                                    | 102.2                                | 57.8                                 | 62.1                                 | 818.3                                |
| [carece de fontes?]                  |                                      |                                      |                                      |                                      |                                      |                                      |                                      |                                      |                                      |                                      |                                      |                                      |                                      |

## Ecologia

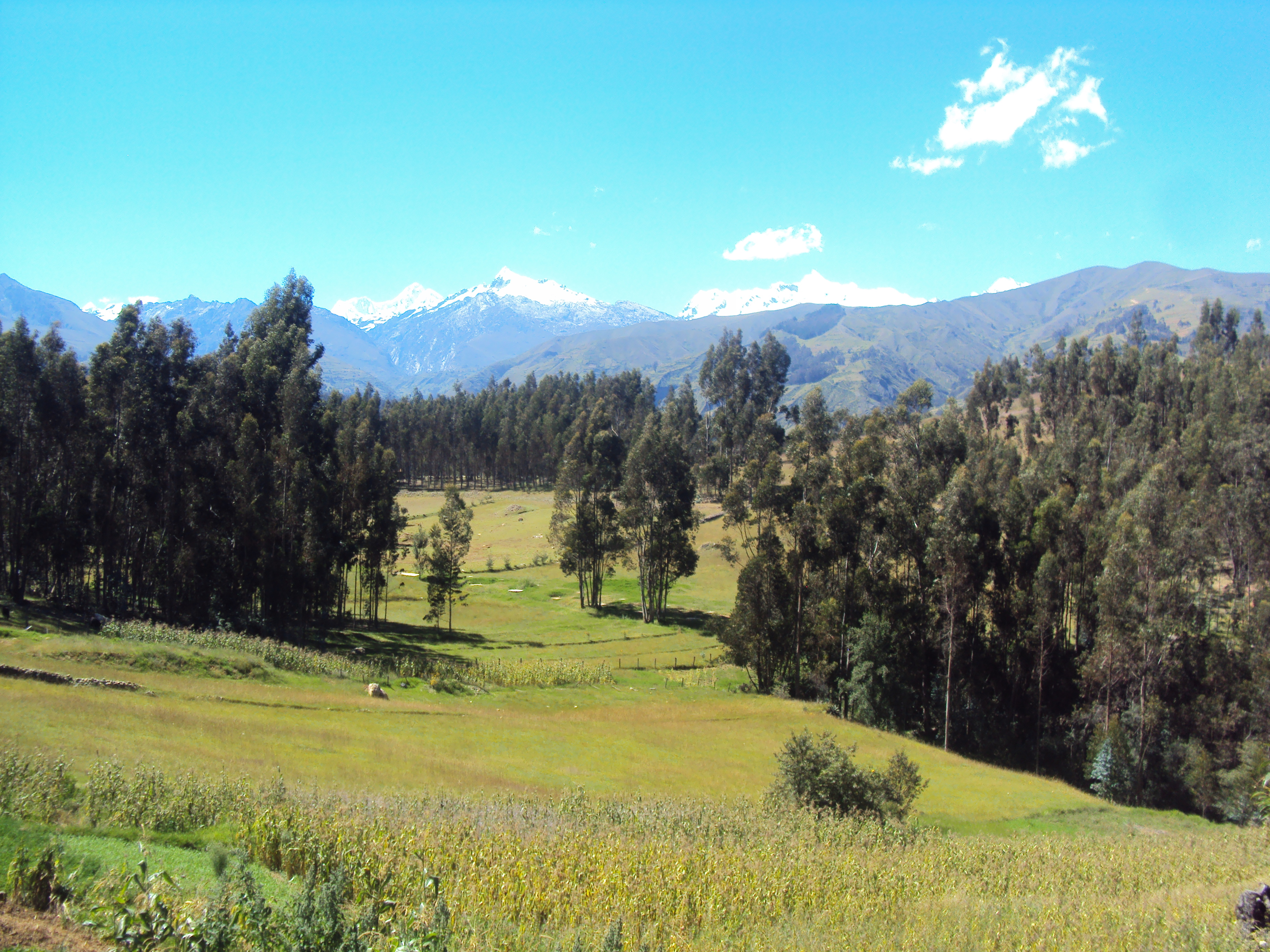
Pradarias e florestas de eucaliptos e pinheiros cercam a cidade de Huaraz.

O território de Huaraz tem diversos bosques e terras para plantações florestais e reflorestamentos, destacando-se bosques de eucaliptos e pinheiros, plantados nos anos 1990; cabe destacar a presença de outras árvores em menor medida como o molle, a tara, o capuli, os quenhuais, o quishuar, a nogueira-comum, o amieiro, o salgueiro, o cipreste e a retama; a madeira destes bosques é usada para a mineração, construção de moradias e artesanato.
Fauna
A fauna nativa inclui mamíferos como a doninha-anã, o gato andino, o urso-de-óculos, o puma, a taruca, o veado, a vicunha nos lugares mais altos, a vizcacha e a mucuras.
Há também grande diversidade de aves, com presença do condor-dos-antes, sabiás e beija-flores.

## História

### Peru antigo

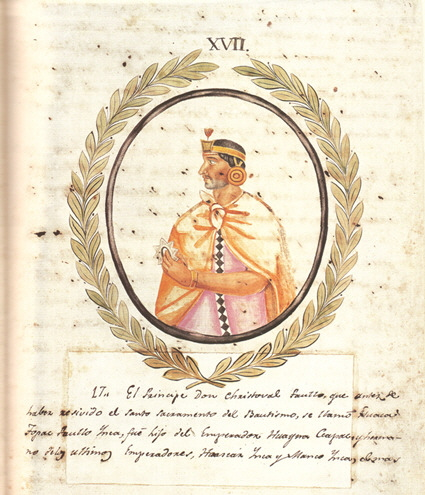
O príncipe Paullu Inca, irmão de Atahualpa, filho de Huayna Cápac. Foi nomeado Sapa Inca pelos espanhóis em 1537.

Segundo a teoria autoctonista de Julio César Tello sobre os primórdios da cultura peruana, os primeiros povoadores desta região pertenciam à cultura chavín, vindos da Amazônia, que povoaram os vales do Puccha e Yanamayo. Em paralelo, Max Uhle, em sua teoria imigracionista propôs que os chavíns se originaram das protoculturas Chimú e Nazca, que, por sua vez, seriam derivadas da cultura Maia. Cabe notar que estas teorias foram propostas dantes da descoberta da cidade estado de Caral, ao norte de Lima, mais antiga que a civilização chavín.
A gruta com arte rupestre de Guitarrero, localizada ao norte do povoado de Shupluy, a 2580 metros de altitude, evidencia um dos assentamentos humanos mais antigos no Callejón de Huaylas. Os antigos habitantes do vale do Rio Santa chegaram como caçadores e, posteriormente, converteram-se em sedentários, desenvolvendo a agricultura e formando comunidades permanentes.
No período final do Formativo Inferior (1500 a. C.) paralelamente ao surginmento da cultura Chavín, os grupos coletores desta zona estabeleceram assentamentos permanentes ao redor da bacia do rio Quilcay, ocupando o atual sítio arqueológico de Quilcayhuanca.
Pouco se sabe da história de Huaraz antes da chegada dos espanhóis ao Peru. Em janeiro de 1533 os conquistadores passam por esta zona sob comando de Hernando Pizarro, rumo a Pachacámac. Os conquistadores descrevem a terra como fértil, com aldeias prósperas.

Durante o Horizonte Inicial desenvolveu-se a cultura Chavín e posteriormente o urbanismo com o desenvolvimento do povo Waras e seu centro Pumacayán. No Horizonte Médio, houve o predomínio da Cultura Recuay. Depois veio a expansão do império Huari, deixando dois importantes sítios arqueológicos: Willkawain e Waullac. Finalmente, depois do desaparecimento do império Wari, a região foi governada pelos Incas.
O grupo étnico huaylas abarcava o vale do Rio Santa, denominado como Callejón de Huaylas, delimitado ao norte pelo cañón del Pato e ao sul pela meseta de Conococha, que coincide com as atuais províncias de Recuay, Huaraz, Carhuaz, Yungay e Huaylas.

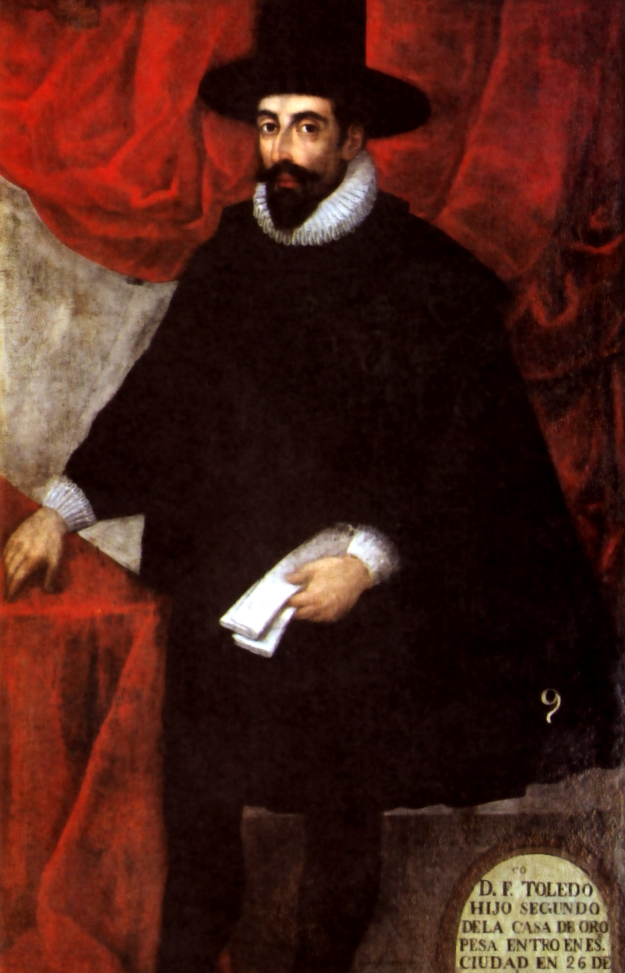
A fundação oficial de Huaraz deu-se durante governo do vice-rei Francisco de Toledo.

Em 1538, o conquistador Francisco Pizarro declarou a entrega da encomienda de Huaraz ao conquistador Sebastián de Torres. Este morreu durante a Grande Rebelião de Encomenderos na década de 1540. No ano de 1574 o capitão Alonso de Santoyo e Valverde fundou oficialmente o povo com o nome de San Sebastián de Huaraz, com 14 bairros distintos, tomando comando da encomienta e estabelecendo-a como um povoado dedicado à mineração. Os espanhóis estabeleceram-se numa planície a pouaos centenas de metros da huaca de Pumacayán, em torno do qual vivia a população nativa de Huaraz.

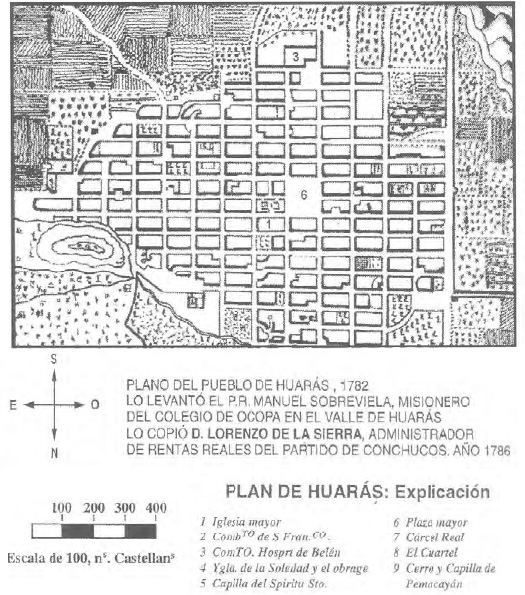
Plano do povoado de Huaraz em 1782.

No ano 1693 o rei Carlos II de Espanha apoia a fundação do convento de Jesus, Maria e José, localizado na província eclesiástica XII apóstolos. Este convento foi concluido no ano de 1695, pelo padre Basilio Pons numa zona montanhosa a oeste da cidade de Huaraz e  entregue em 1709 à ordem dos Franciscanos.
O 6 de janeiro de 1725 ocorre um terremoto de grande magnitude sísmica que destruiu o convento, a igreja matriz e algumas capelas da cidade de Huaraz. A partir da tragédia, o vice-rei Dom José de Armendariz, Marqués de Castelfuerte ordena a criação dos pró-ornatos, instituições encarregadas da reconstrução da área, com base nos bairros tradicionais já estabelecidos na cidade.

### Religião
Dados de 2012 apontam que a religião predominante na cidade era a religião cristã, 89,06 % professando a fé católica num enquanto um 7 % eram de fé protestante. Aproximadamente 1,53 % professava outras religiões, enquanto 1,51 % não professava religião alguma.

### Urbanismo

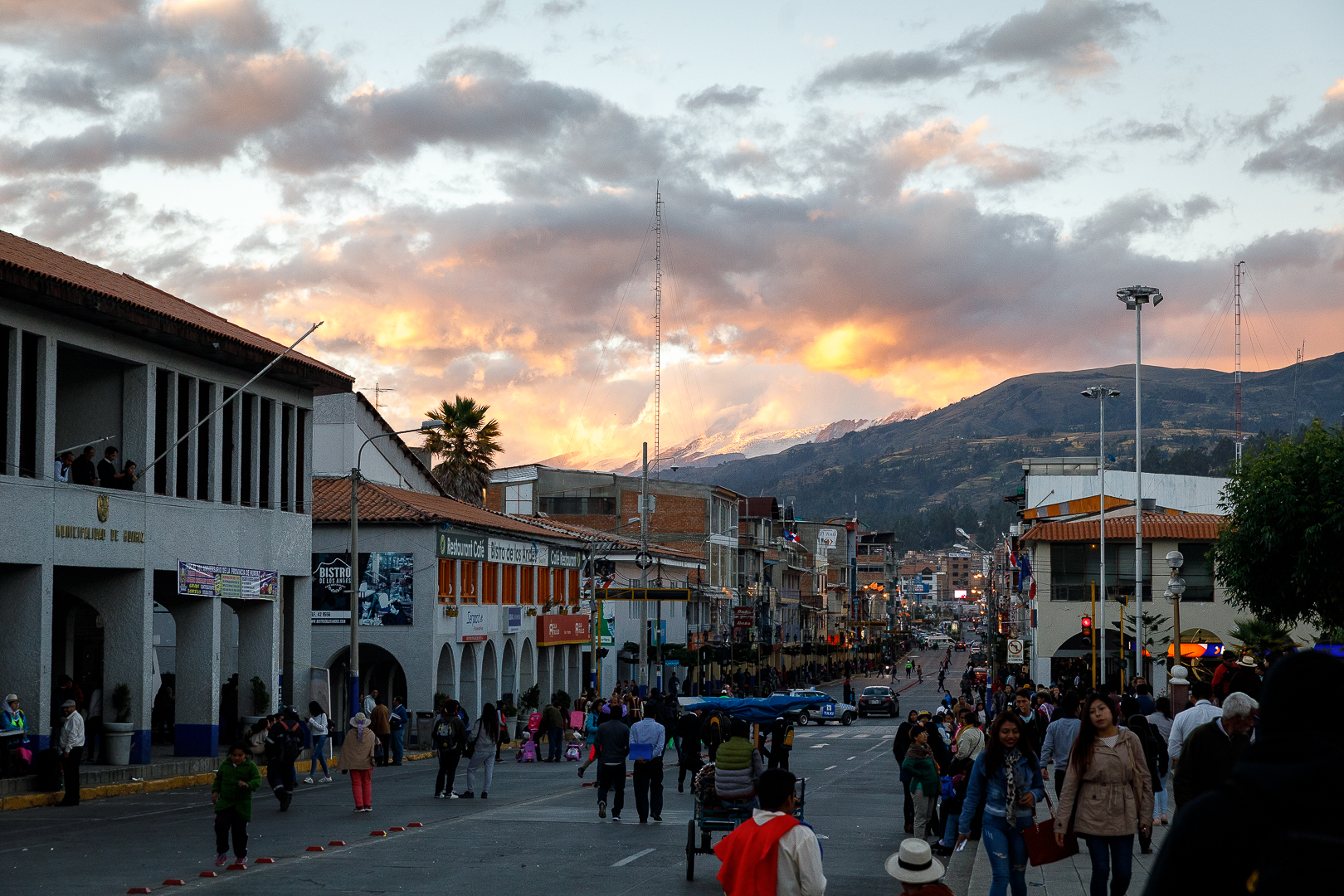
Centro de Huaraz

Nos seus primórdios, Huaraz tinha uma arquitetura composta por casas circulares, que, com a chegada dos espanhóis, foram demolidas para dar lugar a casas mais quadradas, com quarteirões retangulares e ruas retas, mas estreitas. Ao redor da Plaza Mayor localizava-se a Igreja Paroquial dedicada a São Sebastião, a Câmara Municipal, a prisão e o cartório. A cidade foi fundada com quatro bairros: La Soledad, San Francisco, Belén e Huarupampa, que tiveram suas portas pintadas das cores azul claro, verde, vermelho e cinza, respectivamente. Da antiga cidade de Huaraz, com grandes casas de adobe com telhados de telha, com ruas estreitas, resta apenas o “Jirón José Olaya”, declarado Ambiente Urbano Monumental. O terremoto de 1970 destruiu 95 % da cidade e todos os vestígios arquitetônicos tradicionais desapareceram, com exceção deste fragmento.

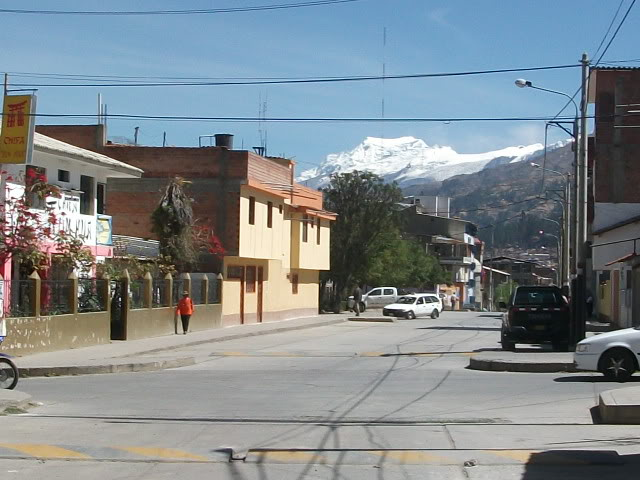
Jirón (rua) Simón Bolívar

Huaraz se reconstruiu com ares de cidade moderna, com ruas e calçadas largas, acostamentos e jardins. Ao norte da Praça principal estão localizados  os Correios, a delegacia de Polícia e o Corpo de Bombeiros. A Prefeitura e o Hotel Central Huaraz estão localizados na esquina com a rua Gamarra. A leste da praça encontra-se a Catedral. Neste mesmo conjunto arquitetônico há também bancos e repartições públicas.
O desenho urbano se deu pela empresa Gunther–Seminario, que ganhou o edital para a reconstrução. O rápido processo de urbanização posterior na cidade de Huaraz tem prejudicadoa distribuição espacial da população, com assentamentos mais novos construídos sem planejamento urbano.
No ano 2007 a cidade de Huaraz e o Callejón de Huaylas foram designados como “Paraíso Natural do Mundo”, nos prêmios Swiss Tourism Awards 2007, entregados em Lugano, na Suíça.
Transporte aéreo

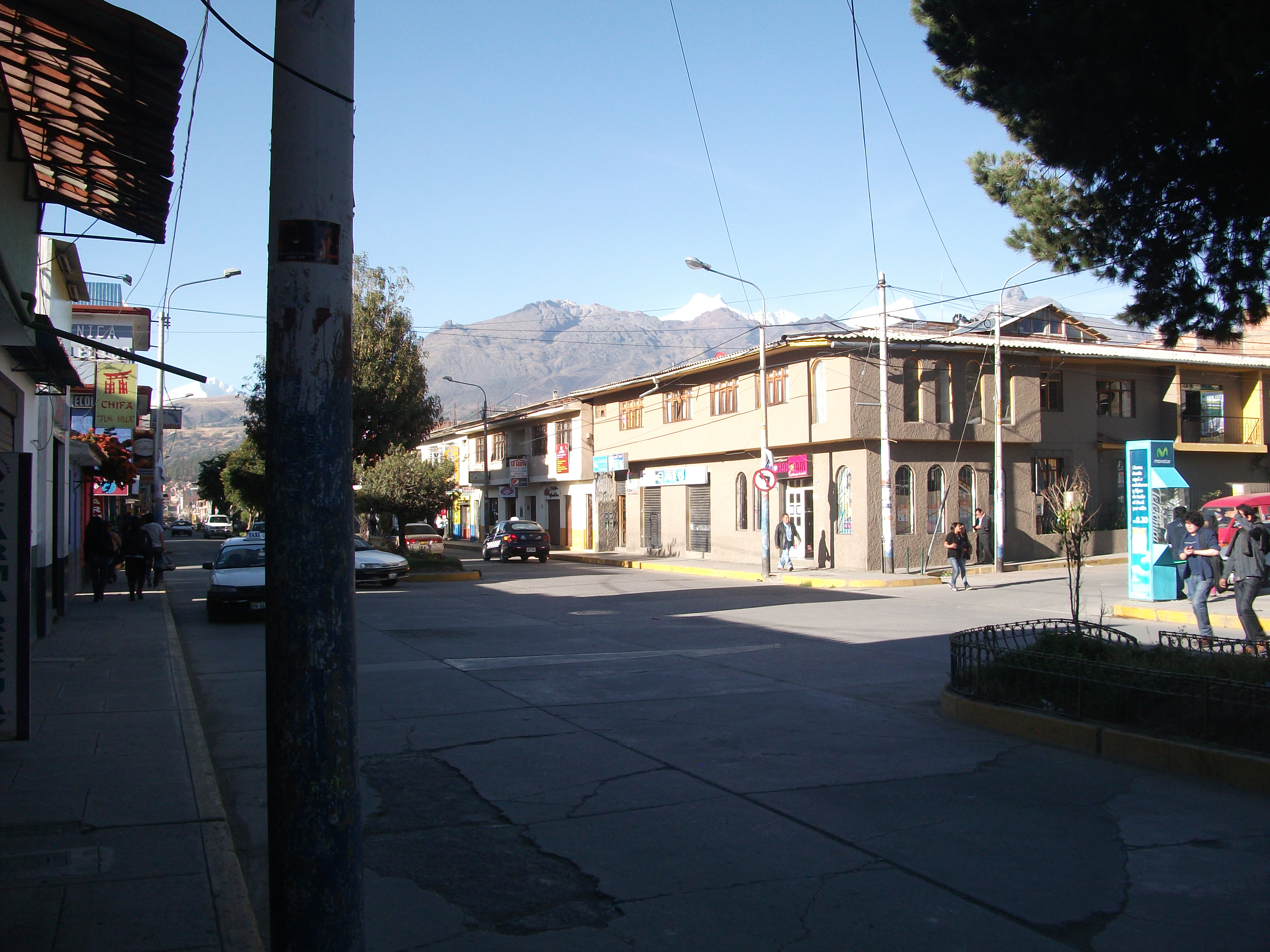
Avenida Luzuriaga

A 20 km ao noroeste de Huaraz encontra-se o Aeroporto Comandante FAP Germán Arias Graziani, localizado em Anta.

### Educação

#### Educação inicial, primária e secundária
O colégio secundário mais antigo da cidade é o Gran Colegio Nacional La Libertad, fundado por dom José da Mar (nascido em Bacia, Equador) quando era presidente da República, no dia 30 de janeiro de 1828, por gestão do deputado huaracino Julián de Morais Maguiña Nuna Cochachin.

## Cidade-irmã
- Cajamarca